# Ełk (Landgemeinde)
Die Gmina Ełk (deutsch Landgemeinde Lyck) ist eine Landgemeinde in der polnischen Woiwodschaft Ermland-Masuren im Powiat Ełcki (Kreis Lyck). Der Amtssitz befindet sich in der Stadt Ełk (Lyck), die nicht zur Landgemeinde gehört.

## Geographie

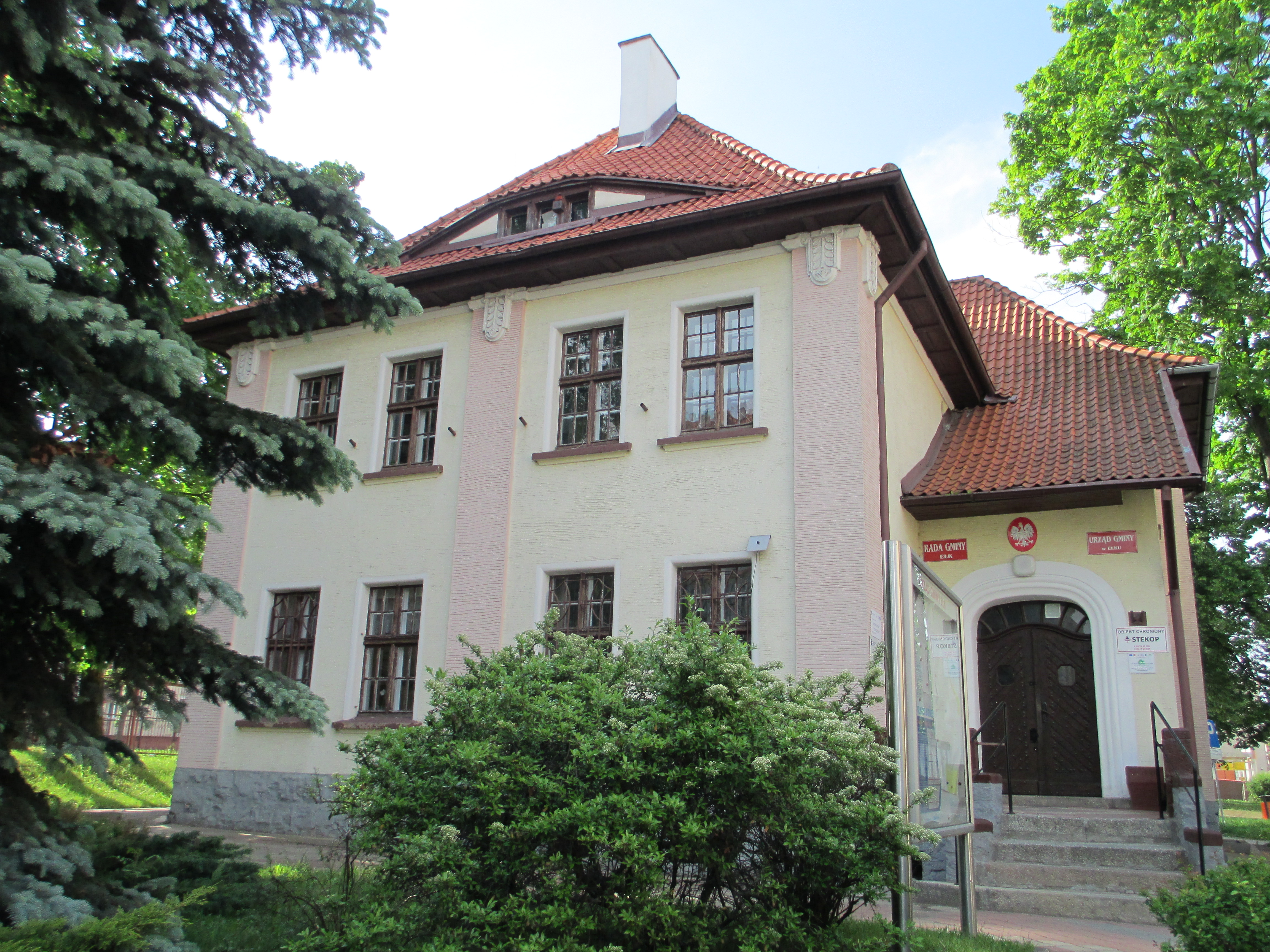
Rats- und Amtshaus der Gmina Ełk

### Geographische Lage
Die Gmina Ełk liegt im südlichen Osten der Woiwodschaft Ermland-Masuren und umschließt die Stadt Ełk. Mitten durch das Gemeindegebiet zieht sich in Nord-Süd-Richtung die Ełk, am Ostrand das Flüsschen Lega. Das größte Gewässer im Gemeindegebiet ist der Jezioro Selmęt Wielki (deutsch Großer Selmentsee).

### Gemeindefläche
Mit der Stadtgemeinde Ełk und den Landgemeinden Kalinowo (Kallinowen, 1938–1945 Dreimühlen), Prostki (Prostken) und Stare Juchy (Alt Jucha) bildet die Gmina Ełk den Powiat Ełcki. Ihre Fläche beansprucht 34,05 % der Fläche des Powiats. 54 % der Gemeindefläche werden agrarwirtschaftlich, 25 % forstwirtschaftlich genutzt. 

### Nachbargemeinden
Das Gebiet der Gemeinde grenzt an eine Stadtgemeinde, an drei Stadt- und Landgemeinden und an vier Landgemeinden, die zum Powiat Ełcki (Kreis Lyck) oder zum Powiat Olecki (Kreis Oletzko, 1933–1945 Kreis Treuburg) bzw. Powiat Piski (Kreis Johannisburg) gehören.
Es sind dies:
- im Powiat Ełcki:
  - Stadtgemeinde Ełk
  - Landgemeinde Kalinowo (Kallinowen, 1938–1945 Dreimühlen)
  - Landgemeinde Prostki (Prostken)
  - Landgemeinde Stare Juchy (Alt Jucha)
- im Powiat Olecki:
  - Stadt- und Landgemeinde Olecko (Marggrabowa, umgangssprachlich auch Oletzko, 1928–1945 Treuburg)
  - Landgemeinde Świętajno (Schwentainen)
- im Powiat Piski:
  - Stadt- und Landgemeinde Biała Piska (Bialla, 1938–1945 Gehlenburg)
  - Stadt- und Landgemeinde Orzysz (Arys).

### Gemeindegliederung
Die Gmina Ełk besteht aus 84 Ortschaften, von denen 58 Sitz eines Schulzenamtes (polnisch Sołectwo) sind:

#### Schulzenämter
| Name        | Deutscher Name  | Änderungsname 1938 bis 1945 |  | Name                               | Deutscher Name                | Änderungsname 1938 bis 1945 |
| ----------- | --------------- | --------------------------- |  | ---------------------------------- | ----------------------------- | --------------------------- |
| Bajtkowo    | Baitkowen       | Baitenberg                  |  | Mołdzie                            | Moldzien                      | Mulden                      |
| Barany      | Barannen        | Keipern                     |  | Mostołty                           | Mostolten                     |                             |
| Bartosze    | Bartossen       | Bartendorf                  |  | Mrozy                              | Groß Mrosen 1929–1938 Mrossen | Schönhorst (Ostpr.)         |
| Białojany   | Biallojahnen    | (ab 1935) Weißhagen         |  | Nowa Wieś Ełcka                    | Neuendorf                     |                             |
| Bienie      | Bienien         | Binien                      |  | Nowa Wieś Ełcka (Szosa Bajtkowska) |                               |                             |
| Bobry       | Bobern          |                             |  | Oracze                             | Oratzen                       |                             |
| Borki       | Borken          |                             |  | Piaski                             | Piasken                       | (ab 1927) Klein Rauschen    |
| Buczki      | Buczken         | Kleinseliggen               |  | Pistki                             | Pistken                       | Kröstenwerder               |
| Chełchy     | Chelchen        | Kelchendorf                 |  | Płociczno                          | Plotzitznen                   | Bunhausen                   |
| Chojniak    | Löbelshof       |                             |  | Przykopka                          | Przykopken                    | (ab 1926) Birkenwalde       |
| Chruściele  | Chroscziellen   | (ab 1933) Kreuzfeld         |  | Przytuły                           | Przytullen                    | (ab 1927) Seefrieden        |
| Chrzanowo   | Chrzanowen      | (ab 1933) Kalkofen          |  | Regiel                             | Regeln                        |                             |
| Ciernie     | Czernien        | (ab 1929) Dorntal           |  | Regielnica                         | Regelnitzen                   | Regelnhof                   |
| Ełk (Osada) |                 |                             |  | Rękusy                             | Renkussen                     |                             |
| Giże        | Giesen          |                             |  | Rostki Bajtkowskie                 | Rostken                       | Waiblingen                  |
| Guzki       | Gusken          |                             |  | Rożyńsk                            | Rosinsko                      | Rosenheide                  |
| Janisze     | Johannisberg    |                             |  | Ruska Wieś                         | Reuschendorf                  |                             |
| Kałęczyny   | Kallenczynnen   | Lenzendorf                  |  | Rymki                              | Rymken                        | Riemken                     |
| Karbowskie  | Karbowsken      | Siegersfeld                 |  | Sajzy                              | Zeysen                        |                             |
| Konieczki   | Elisenthal      |                             |  | Sędki                              | Sentken                       |                             |
| Krokocie    | Soffen          |                             |  | Siedliska                          | Schedlisken                   | Sonnau                      |
| Lega        | Leegen          |                             |  | Śniepie                            | Schnepien                     | Schnippen                   |
| Lepaki      | Groß Lepacken   | Ramecksfelde                |  | Sordachy                           | Sordachen                     |                             |
| Mącze       | Monczen         | Montzen                     |  | Straduny                           | Stradaunen                    |                             |
| Mąki        | Monken          |                             |  | Suczki                             | Sutzken                       | (ab 1934) Morgengrund       |
| Maleczewo   | Malleczewen     | Maletten                    |  | Szarejki                           | Sareyken                      | Sareiken                    |
| Malinówka   | Groß Malinowken | Großschmieden               |  | Szarek                             | Sarken                        |                             |
| Małkinie    | Malkiehnen      | Malkienen                   |  | Talusy                             | Thalussen                     | Talussen                    |
| Miluki      | Mylucken        | Milucken                    |  | Woszczele                          | Woszczellen                   | Neumalken                   |

#### Andere Ortschaften
| Name                   | Deutscher Name            | Änderungsname 1938 bis 1945 |  | Name                | Deutscher Name                | Änderungsname 1938 bis 1945 |
| ---------------------- | ------------------------- | --------------------------- |  | ------------------- | ----------------------------- | --------------------------- |
| Borecki Dwór           | Borkenhof                 |                             |  | Niekrasy            | Niekrassen                    | Krassau                     |
| Brodowo                | Brodowen                  | Brodau                      |  | Pisanica            | Birkenwalde, Forsthaus        | (ab 1926) Ebenfelde         |
| Buniaki                | Mathildenhof              |                             |  | Romejki             | Rumeyken                      |                             |
| Czaple                 | Zappeln                   |                             |  | Rydzewo             | Rydzewen                      | Schwarzberge                |
| Judziki                | Judzicken                 | Gutenborn                   |  | Sikory Ostrokolskie | Schikorren (Ksp. Ostrokollen) | Kiefernheide                |
| Klusy                  |                           |                             |  | Skup                | Felsenhof                     |                             |
| Koziki                 | Kozycken                  | (ab 1935) Selmenthöhe       |  | Szeligi             | Seliggen                      |                             |
| Krokocie (Leśniczówka) |                           |                             |  | Tracze              | Tratzen                       | Trabenau                    |
| Lepaki Małe            | Klein Lepacken            | Kleinramecksfelde           |  | Talusy (Osada)      |                               |                             |
| Lipinka                | Linde, Forsthaus          |                             |  | Wityny              | Wittinnen                     |                             |
| Lipińskie              | Lipinsken (Ksp. Klaussen) | (ab 1935) Seebrücken        |  | Zalesie             |                               |                             |
| Malinówka Mała         | Klein Malinowken          | Kleinschmieden              |  | Zdedy               | Sdeden                        | Stettenbruch                |
| Mleczkowo              | Milchbude                 |                             |  | Zdunki              | Sdunken                       | Ulrichsfelde                |
| Mrozy Małe             | Klein Mrosen              |                             |  |                     |                               |                             |

## Einwohner
Die Gmina Ełk zählt aktuell 11.910 Einwohner. Über die Altersstruktur gibt eine Aufstellung aus dem Jahre 2014 Auskunft

## Kirche

### Evangelisch
Im heutigen Gebiet der Gmina Ełk gab es vor 1945 drei evangelische Kirchengemeinden mit den Pfarrkirchen in Baitkowen (Baitenberg), Klaussen und Stradaunen. Sie waren in den Kirchenkreis Lyck in der Kirchenprovinz Ostpreußen der Evangelischen Kirche der Altpreußischen Union eingegliedert. Heute existiert im Gemeindegebiet keine evangelische Kirche mehr. Hier lebende Gemeindeglieder gehören jetzt zur Kirchengemeinde in der Stadt Ełk, die dort die Baptistenkirche am früheren Steinweg benutzt. Die Gemeinde ist eine Filialgemeinde der Pfarrei in Pisz (deutsch Johannisburg) in der Diözese Masuren der Evangelisch-Augsburgischen Kirche in Polen.

### Römisch-katholisch
Waren vor 1945 die katholischen Kirchenglieder im heutigen Gemeindegebiet in die Pfarrkirche in der Stadt Lyck in das Dekanat Masuren II (Sitz: Johannisburg) im Bistum Ermland eingepfarrt, so gibt es heute insgesamt sechs Pfarrkirchen, die drei Dekanaten in Ełk zugehören: Bajtkowo (Baitkowen/Baitenberg), Chełchy (Chelchy/Kelchendorf), Klusy (Klaussen), Nowa Wieś Ełcka (Neuendorf), Regielnica (Regelnitzen/Regelnhof) und Straduny (Stradaunen). Im Jahr 1992 wurde die Stadt Ełk Bischofssitz, zu dessen Bistum die Pfarrgemeinden gehören. Es gehört zur Römisch-katholischen Kirche in Polen.

## Gedenkstätten
Bei Bartosze (Bartossen) hat der Volksbund Deutsche Kriegsgräberfürsorge die Deutsche Kriegsgräberstätte Bartossen (Bartosze) für fast 14.000 deutsche Kriegstote (Zahl von 2011) angelegt.

## Verkehr

### Straßen

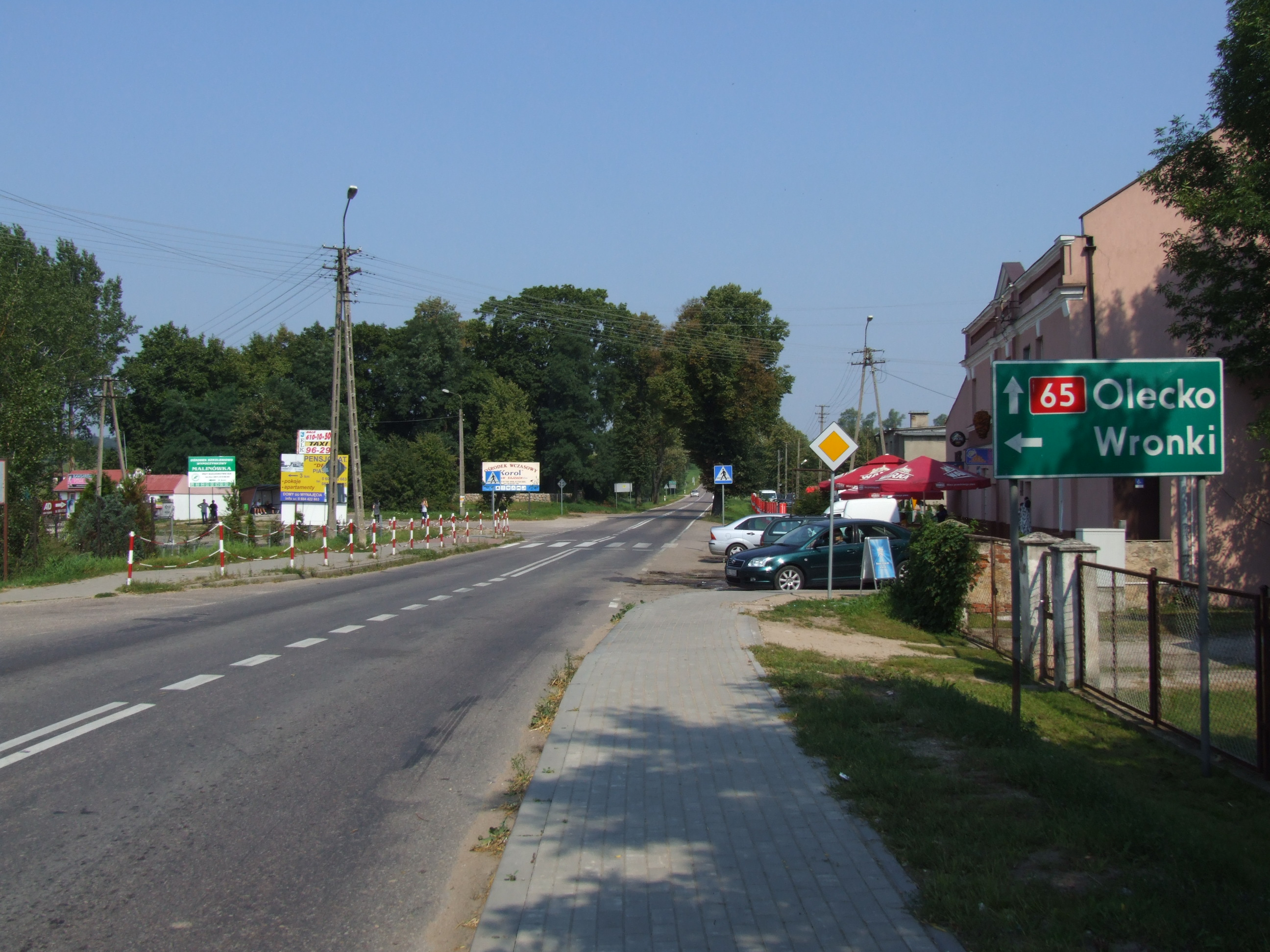
Die Landesstraße 65 in der Ortsdurchfahrt Straduny

Durch die Gmina Ełk ziehen sich zwei bedeutende Landesstraßen, die die Region mit drei Woiwodschaften sowie den umliegenden Städten verbinden: 
- die Landesstraße 16 in Ost-West-Richtung und
- die Landesstraße 65 (einstige deutsche Reichsstraße 132) in Nord-Süd-Richtung.

Zwei Woiwodschaftsstraßen führen aus den Nachbarregionen in das Gemeindegebiet: 
- die Woiwodschaftsstraße 656 aus dem Powiat Giżycki (Kreis Lötzen) und
- die Woiwodschaftsstraße 667 aus dem Powiat Piski (Kreis Johannisburg).

Im Übrigen sind die einzelnen Orte der Gemeinde durch Nebenstraßen und Landwege miteinander vernetzt.

### Schienen
Durch das Gemeindegebiet führen drei Bahnstrecken (mit acht Bahnstationen im Gemeindegebiet) sowie eine Kleinbahnstrecke (mit drei Bahnstationen). Regulärer Verkehr wird jedoch nur auf einer dieser Strecken betrieben. Die Kleinbahn verkehrt nur für touristische Zwecke.
- Bahnstrecke Ełk–Tschernjachowsk (deutsch Lyck–Insterburg) mit den Bahnstationen Przykopka (Przykopken/Birkenwalde) und Chełchy (Chelchen/Kelchendorf)
- Bahnstrecke Głomno–Białystok (nur noch regulärer Bahnverkehr zwischen Giżycko und Białystok) mit der Bahnstation Woszczele (Woszellen/Neumalken)
- Bahnstrecke Czerwonka–Ełk (deutsch Rothfließ–Lyck) mit den Bahnstationen Mołdzie (Moldzien/Mulden) und Bartosze (Bartossen/Bartendorf)
- Bahnstrecke Olsztyn–Ełk (deutsch Allenstein–Lyck) mit den Bahnstationen Bajtkowo (Baitkowen/Baitenberg), Nowa Wieś Ełcka (Neuendorf) und Barany (Barannen/Keipern).

Die Bahnstrecke der einstigen Lycker Kleinbahnen bzw. der heutigen Ełcka Kolej Wąskotorowa führt mit den Bahnstationen Mrozy Wielkie (Groß Mrosen/Mrossen/Schönhorst), Regielnica (Regelnitzen/Regelnhof) und Kałęczyny (Kallenczynnen/Lenzendorf) durch die Gmina.

### Luft
Die Gmina Ełk liegt in Bezug auf den Luftverkehr nicht günstig. Die nächsten beiden internationalen Flughäfen in Danzig und Warschau sind nur langwierig auf Straßen zu erreichen. Auch die Bahnanbindungen sind unvollkommen.